# 夢ならば
「夢ならば」（ゆめならば）は、安倍なつみの4枚目のシングル。2005年4月20日発売。

## 解説
活動自粛からの復帰後初のシングル。

## 収録曲
全作詞・作曲：つんく
1. 夢ならば (4:30)
編曲：平田祥一郎
2. 空 LIFE GOES ON (4:48)
編曲：鈴木俊介
3. 夢ならば (Instrumental) (4:30)

## 参加ミュージシャン
夢ならば
- プログラミング：平田祥一郎
- ギター：土肥真生
- コーラス：稲葉貴子・竹内浩明

空 LIFE GOES ON
- プログラミング&ギター：鈴木俊介
- コーラス：稲葉貴子